# Glåmos Station
Glåmos Station (Glåmos stasjon) er en jernbanestation på Rørosbanen, der ligger ved Glåmos i Røros kommune i Norge. Stationen består af to spor, en perron, en stationsbygning med ventesal og et pakhus, der ligesom stationsbygningen er opført i træ.
Stationen åbnede 16. januar 1877 sammen med strækningen mellem Røros og Singsås. Oprindeligt hed den Jensvold, men den skiftede navn til Jensvoll i april 1921 og til Glåmos 1. januar 1939. Fra 15. januar 1995 til 8. juni 1997 var den kun bemandet efter behov, en status den fik igen fra 22. august 1999.
Stationsbygningen blev opført til åbningen i 1877 efter tegninger af Peter Andreas Blix. Stationsbygningen, pakhuset, perronen og resterne af stationshaven blev fredet af Riksantikvaren i 1997. Stationsområdet anses for at være et værdifuldt nationalt kulturminde og er et af de bedst bevarede fra åbningen af Rørosbanen.